# (4414) Sesostris
(4414) Sesostris es un asteroide perteneciente al cinturón de asteroides, descubierto el 24 de septiembre de 1960 por Cornelis Johannes van Houten en conjunto a su esposa también astrónoma Ingrid van Houten-Groeneveld y el astrónomo Tom Gehrels desde el Observatorio del Monte Palomar, Estados Unidos.

## Designación y nombre
Designado provisionalmente como 4153 P-L. Fue nombrado Sesostris en honor a Sesostris, cuatro faraones del Imperio Antiguo egipcio reinaron con dicho nombre alrededor de 1900 a. C. Durante el reinado de  Sesostris I la arquitectura egipcia tuvo uno de sus puntos más altos, con los edificios de Karnak y Heliópolis.

## Características orbitales
Sesostris está situado a una distancia media del Sol de 2,333 ua, pudiendo alejarse hasta 2,608 ua y acercarse hasta 2,059 ua. Su excentricidad es 0,117 y la inclinación orbital 7,748 grados. Emplea 1302 días en completar una órbita alrededor del Sol.

## Características físicas
La magnitud absoluta de Sesostris es 14,2. Tiene 8,984 km de diámetro y su albedo se estima en 0,047.